# Caproni Ca.8
Il Caproni Ca.8 fu l'ottavo aeroplano progettato e costruito dal pioniere dell'aviazione trentino Gianni Caproni e il primo monoplano della serie di velivoli Caproni. Si trattava in effetti del primo monoplano interamente progettato e costruito in Italia, dopo la serie di biplani (dal Ca.1 al Ca.7) che Caproni aveva sperimentato tra il 1910 e la prima metà del 1911. Fortemente influenzato dalle caratteristiche del fortunato Blériot XI con cui nel 1909 Louis Blériot aveva completato la prima trasvolata del canale della Manica, il Ca.8 compì il suo primo volo a Vizzola Ticino il 13 giugno 1911.

## Storia del progetto
Gianni Caproni aveva avviato le sperimentazioni dei suoi primi velivoli biplani nella tarda primavera del 1910, nella zona di brughiera adiacente alla cascina della Malpensa, dove era stato eretto un hangar improvvisato che svolse anche le funzioni di un'officina. Tuttavia, dopo i voli dei primi tre aeroplani (Ca.1, Ca.2 e Ca.3), l'Arma del genio che di quei terreni era proprietaria decise di costruirvi delle officine militari, e Caproni fu costretto a cercare una nuova collocazione per le sue attività.
Nel frattempo, nei primi mesi del 1911, entrando in contatto con l'ingegnere bergamasco Agostino De Agostini e accordandosi per collaborare con lui alla fondazione di un'azienda aeronautica interamente italiana (chiamata Ingg. De Agostini & Caproni Aviazione), Caproni riuscì a raccogliere i capitali che gli erano necessari per proseguire le sue sperimentazioni e far crescere la loro scala. Il problema del luogo dove stabilire la nuova officina, con annessi hangar e campo volo, venne invece risolto grazie alla collaborazione del pilota di Renate Gherardo Baragiola: costui, che possedeva un monoplano francese Blériot XI, per alloggiarlo e farlo volare aveva già costruito un piccolo hangar (di 10 × 12 m) e predisposto uno spiazzo, adatto a fungere da pista di decollo e atterraggio, a Vizzola Ticino. Caproni riuscì senza difficoltà ad accordarsi con Baragiola per la condivisione di queste strutture, e i due in seguito entrarono in rapporti di amicizia.
Anche gli ultimi biplani Caproni della serie iniziata con il Ca.1 volarono a Vizzola Ticino; tuttavia, a partire dalla metà del 1911, Caproni si concentrò esclusivamente sui monoplani (mono e biposto) e furono gli aerei di questo tipo i più caratteristici del periodo trascorso a Vizzola Ticino.

## Tecnica
La scelta di Caproni (e di altri progettisti suoi contemporanei) di orientarsi verso aeroplani di tipo monoplano fu influenzata in misura considerevole dal successo del Blériot XI con cui, il 19 luglio 1909, il francese Louis Blériot aveva compiuto la prima trasvolata della Manica. La configurazione monoplana garantiva miglior aerodinamicità e maggiore semplicità costruttiva rispetto a quella biplana. Il Caproni Ca.8 (così designato nella nomenclatura adottata dalla Caproni a posteriori, negli anni venti, e noto ai contemporanei come Caproni monoplano 25 hp o, per brevità, come Cm 1) fu, come si è detto, il primo della serie dei monoplani.

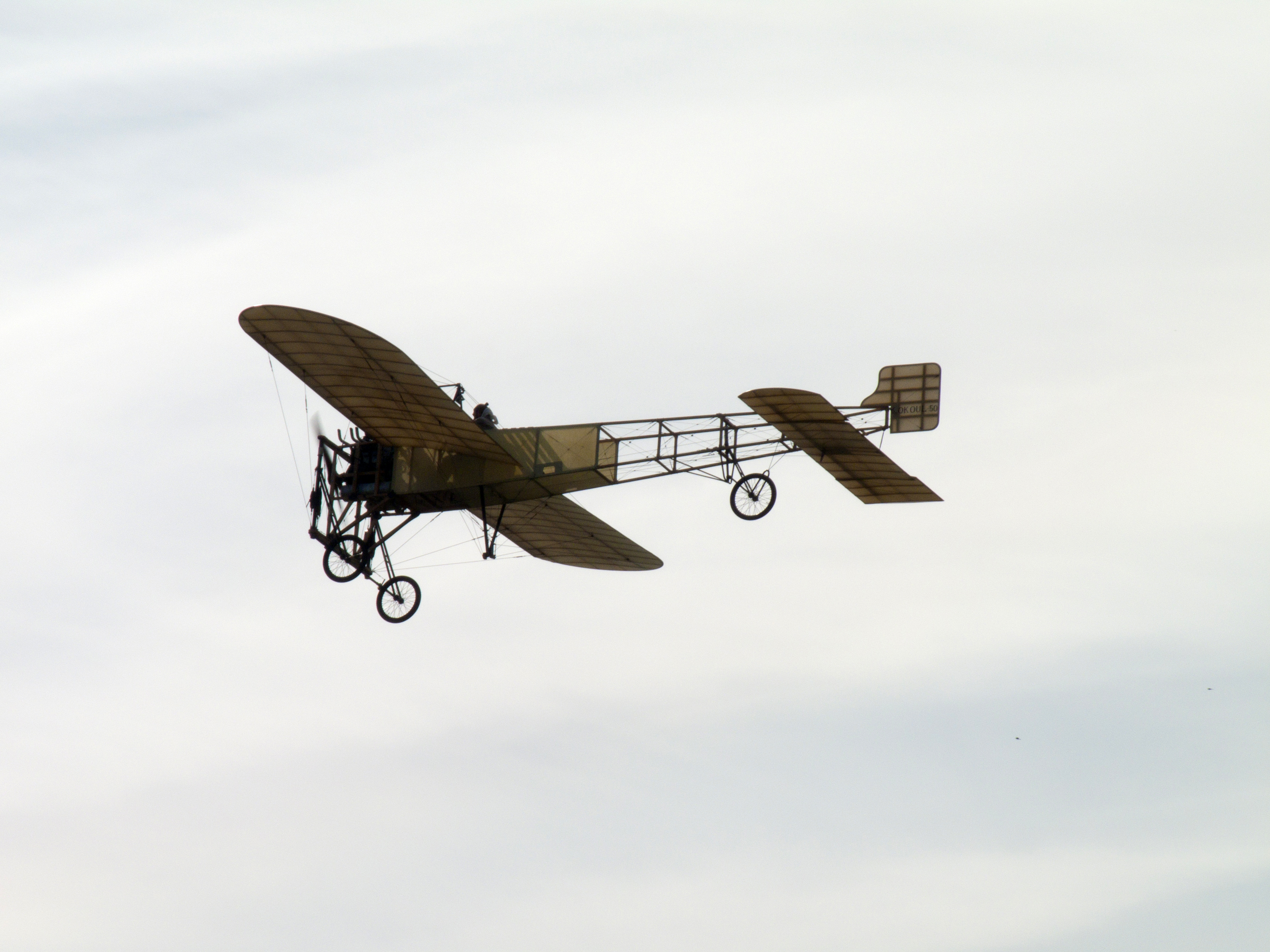
Il Blériot XI, di cui Caproni aveva studiato da vicino un esemplare, influenzò significativamente la progettazione del Ca.8 e dei successivi monoplani dell'ingegnere trentino.

Era un velivolo leggero, monoposto, monomotore, dotato di un'ala in posizione medio-alta e di impennaggi in coda. La fusoliera era composta da un traliccio ligneo, rinforzato da tiranti in cavetto metallico e con giunture a loro volta metalliche; la sua parte anteriore, tra il motore e il bordo d'uscita dell'ala, era rivestita di tela, mentre il resto era scoperto. L'ala, dotata di un apprezzabile angolo di diedro, aveva a sua volta una struttura in legno con rivestimento in tela; era priva di alettoni, e il controllo del rollio dipendeva da un sistema di svergolamento alare; la deformazione delle estremità alari per garantire lo svergolamento era operata da alcuni tiranti che, così come i cavi di controventatura che rinforzavano l'ala stessa, erano fissati alla sommità di una struttura piramidale collocata al disopra e davanti al posto di pilotaggio, scoperto.
Gli impennaggi erano formati da un piano orizzontale sistemato sotto la fusoliera e da un piano verticale interamente mobile incernierato all'estremità posteriore della fusoliera stessa. Il carrello d'atterraggio era composto da una coppia di ruote a raggi collocate sotto la parte frontale dell'aereo, alla struttura di supporto delle quali erano vincolati anche due pattini in legno in funzione anti-cappottata, e da un pattino di coda sistemato tra il bordo d'uscita dell'ala e il bordo d'entrata del piano orizzontale di coda.
Il gruppo motopropulsore era composto da un motore Anzani a 3 cilindri a ventaglio da 25 / 28 CV e da un'elica bipala in legno a passo fisso, collocata in testa all'aereo in posizione traente.

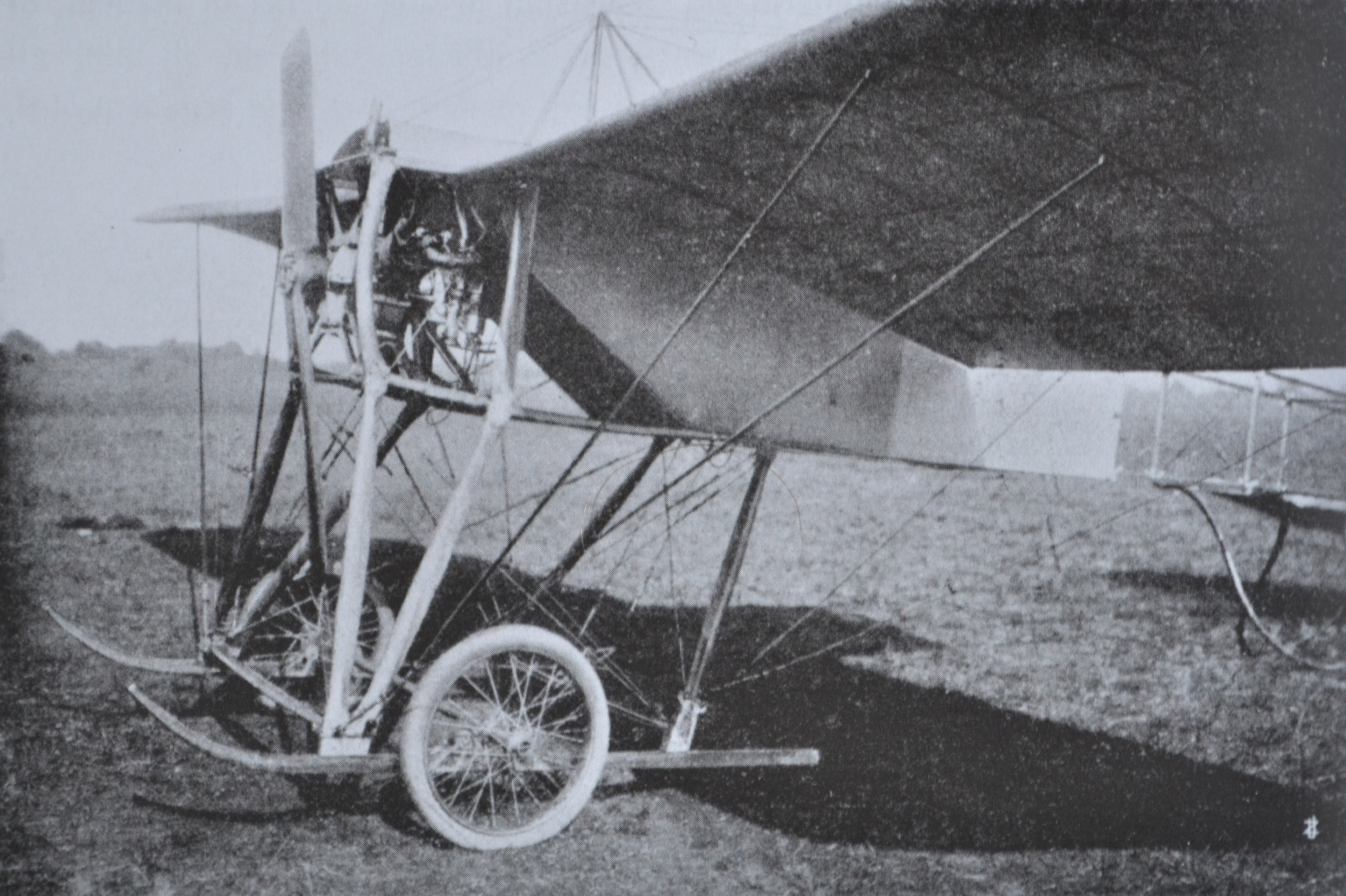
Vista laterale anteriore del Caproni Ca.8.

## Impiego operativo
Il Caproni Ca.8 compì il suo primo volo il 13 giugno 1911. Eseguì poi una serie di voli di prova e alcune esibizioni pubbliche; queste ultime, svolte a beneficio di spettatori provenienti da Vizzola Ticino e dai dintorni, vennero molto apprezzate dal pubblico e divennero presto un appuntamento regolare, che si tradusse in una serie di eleganti occasioni mondane.
In seguito, il Ca.8 ricoprì con successo il ruolo di aereo da addestramento; la scuola di pilotaggio che venne istituita alle dipendenze della ditta Ingg. De Agostini & Caproni Aviazione formò una decina di piloti sul Ca.8 nel corso dell'estate del 1911; tra di essi si ricordano Costantino Quaglia (che avrebbe partecipato alla campagna di Libia come aviatore), Enrico Cobioni (che in seguito avrebbe battuto diversi record e sarebbe divenuto l'istruttore capo della scuola stessa), Costantino Biego (che poi avrebbe comandato il Battaglione Aviatori del Servizio Aeronautico) e il russo Costantino Akakew (che nel 1921 sarebbe divenuto il primo comandante dell'aeronautica militare sovietica).